# Baszta Prochowa w Chełmnie
Baszta Prochowa – XIV-wieczna baszta usytuowana na terenie Starego Miasta w Chełmnie, stanowiąca element zewnętrznego muru obronnego miasta.

## Historia

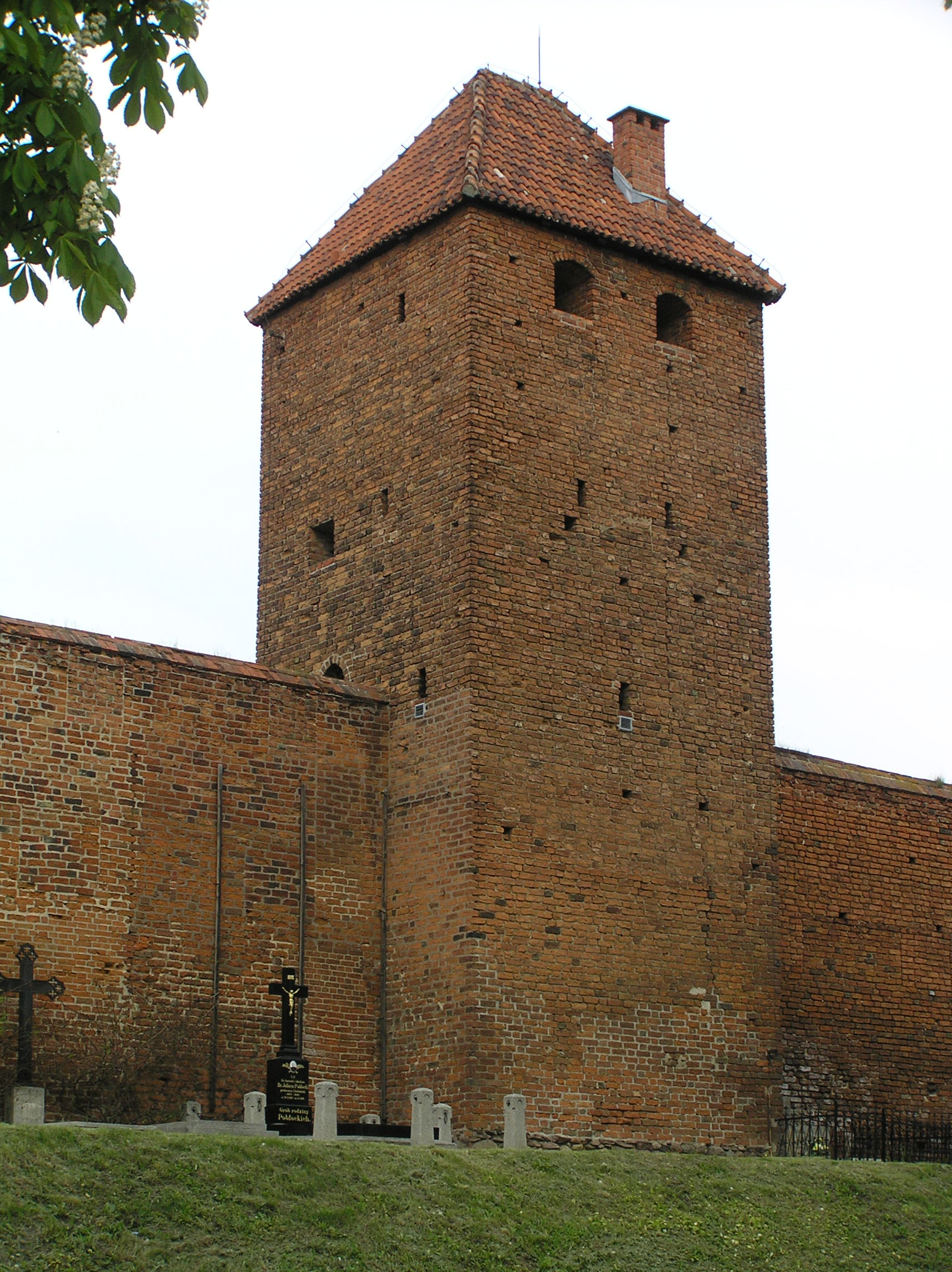
Baszta Prochowa widziana od strony cmentarza

Baszta Prochowa została wzniesiona na przełomie XIII/XIV wieku. Początkowo jako trójścienna, otwarta w stronę miasta. W XVI wieku domurowano czwartą ścianę. Obiekt służył celom militarnym. Na początku jako magazyn sprzętu wojennego i miejsce wyrobu prochu. W późniejszym czasie spełniał zadania gospodarczo – porządkowe, stopniowo ulegając zaniedbaniu i dewastacji.  Po przeprowadzonych pracach konserwacyjno – adaptacyjnych w 1977 roku Baszta Prochowa stała się tymczasową siedzibą muzeum regionalnego. Od 1983 mieści się w niej dział archeologiczny muzeum. Baszta otwarta jest dla zwiedzających.